# ارث اندوهناک

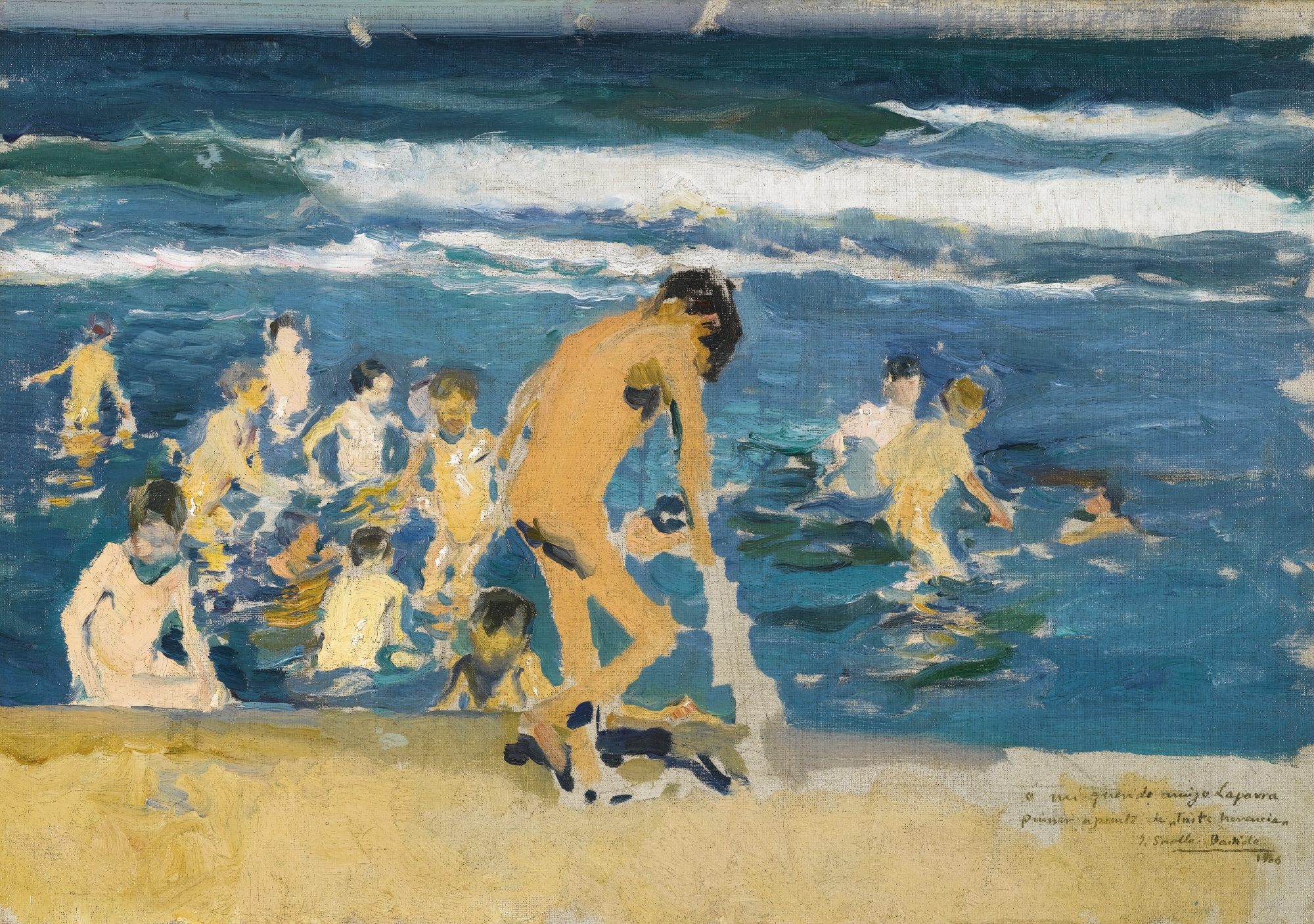
اتودی که به ویلیام لاپارا داده شده‌است، در سال ۲۰۱۴ فروخته شده‌است

ارث اندوهناک! (Spanish: ¡Triste herencia!) نقاشی رنگ روغن توسط هنرمند اسپانیایی خواکین سورولا در سال ۱۸۹۹ است. این نقاشی سال‌ها توسط کلیسای اسقفی معراج نیویورک نگهداری می‌شد تا اینکه در سال ۱۹۸۱ توسط بانک پس‌انداز والنسیا (بخشی از بانکیا در حال حاضر) خریداری شد.
ابعاد کار بزرگ و ۲۱۰ سانتی‌متر × ۲۸۵ سانتی‌متر (۸۳ در ۱۱۲ اینچ) است. این نقاشی گروهی از کودکان برهنه بیمار و معلول را در ساحل مالواروسا در والنسیا به تصویر می‌کشد، از جمله برخی از آن‌ها به دلیل فلج اطفال از عصا استفاده می‌کنند. آن‌ها توسط راهبی با لباس سیاه از بیمارستان پناهندگی والنسیا در سن خوان دو دیوس به ساحل آورده شده‌اند تا به عنوان اقدامی درمانی در آب دریا استحمام کنند. در پس زمینه، برخی از کودکان در دریا هستند.
سورولا که خود او در حال مشاهده صحنه است، این چنین می‌نویسد:
("من یک روز صبح مشغول طراحی از ماهیگیران والنسیایی بودم، وقتی کمی دور، نزدیک دریا، گروهی از کودکان برهنه را با یک کشیش دیدم. آن‌ها کودکان بیمارستان سن خوان دو دیو، نابینا، دیوانه، معلول یا جذامی بودند. نیازی به گفتن نیست که حضور آن بدبختان تأثیر دردناکی در من ایجاد کرد. من وقت را از دست ندادم و مجوز لازم را از رئیس بیمارستان دریافت کردم و در محل کار آن صحنه را از زندگی شان ترسیم کردم.")
سورولا این نقاشی را با سایر آثار در نمایشگاه جهانی ایتالیا در پاریس در سال ۱۹۰۰، جایی که به او جایزه بزرگ اعطا شد، به نمایش گذاشت و هنگامی که در نمایشگاه ملی هنرهای زیبا در مادرید به نمایش گذاشته شد، به او نشان افتخار (مدال افتخار) اهدا شد. وی در سال ۱۹۰۱ پیشنهاد فروش این نقاشی را به قیمت ۴۰٬۰۰۰ پزوتا به دولت اسپانیا ارائه داد، اما این سیاست توسط سیاستمداران محافظه کار مسدود شد.
این نقاشی در سال ۱۹۰۲ با همان قیمت ۴۰ هزار پزوتا به نمایندگی یسوعی‌های ویدال در نیویورک فروخته شد و در سال ۱۹۰۴ به جان ای. برویند فروخته شد. در سال ۱۹۰۹ در انجمن اسپانیایی آمریکا در نیویورک به نمایش درآمد. برویند آن را به کلیسای اسقفی معراج در خیابان پنجم نیویورک سپرد، جایی که سال‌ها در آنجا از آن نگهدار می‌شد.
در ژوئن ۱۹۸۱ برای حراج در ساتبی در نیویورک به فروش رسید و توسط بانک پس‌انداز والنسیا (کاخ دهورس والنسیا، بعداً بخشی از بانکاجا و هم‌اکنون بخشی از بانکیا) به قیمت ۲۴۰٬۰۰۰ دلار خریداری شد.